# Els Coppens-van de Rijt
Johanna Elisabeth (Els) Coppens-van de Rijt (Sint-Oedenrode, 18 augustus 1943) is een Nederlandse kunstschilder en schrijfster.
Van de Rijt is sinds 1967 tot zijn dood in 2024 gehuwd geweest met de beeldend kunstenaar Joep Coppens. Met Joep heeft zij vier kinderen en vier kleinzonen. Zij is de schoondochter van kunstfotograaf Martien Coppens.
Els Coppens-van de Rijt werd geboren als helft van een tweeling, die als tiende en elfde kind in het gezin ter wereld kwam. Zij studeerde aan de Academie voor Industriële Vormgeving te Eindhoven, waar ze teken- en schilderlessen kreeg van Jan Gregoor en Kees Bol. Vervolgens studeerde ze aan de Jan van Eyck Academie te Maastricht. Ze kreeg daar les van Ko Sarneel, Albert Troost en Hubert Levigne, en ze leerde er haar toekomstige echtgenoot, de beeldhouwer Joep Coppens, kennen. In haar daarop volgende carrière als kunstschilderes schilderde ze voornamelijk landschappen, (kinder-)portretten en stillevens in een "naïef-realistische stijl", zoals ze het zelf omschrijft. Ook beschilderde ze in totaal vijf grote astronomische kunstwerken, o.a. voor de ESA in Parijs en voor het Nationaal Beiaard Museum te Asten.
Na het beëindigen van haar bezigheden als kunstschilderes, begon Els met digitaal fotograferen en schrijven. Zij heeft al meerdere boeken uitgebracht. Haar teksten gaan niet zelden over de geneugten en "on-geneugten" van het leven en de achtergronden daarvan. Haar ziekte, ze heeft het syndroom van Ehlers-Danlos, speelt daarin zeker een rol, maar belangrijker in haar werk is haar positieve levensinstelling.

## Trivia
- De molen van Vlierden, Johanna Elisabeth, draagt haar namen.

## Publicaties
- 1996: 'De andere werkelijkheid', Positieve ervaringen van een Lourdespelgrim (uitgave Hameland Pers, Zutphen)
- 1997: 'Ik vertoefde aan de rand van de rivier' (uitgave museum De Wieger)
- 2002: 'Openhartige geloofsbrieven', brieven aan Jezus Christus over allerlei levenskwesties (uitgave Stichting De Andere Werkelijkheid)
- 2008: 'Martien Coppens, Van dorpsjongen tot stadsmens' over de eerste veertig levensjaren van de fotograaf Martien Coppens (1908-1986) (uitgave Stichting DAW De Andere Werkelijkheid Vlierden)